# Rodolfo Fischer

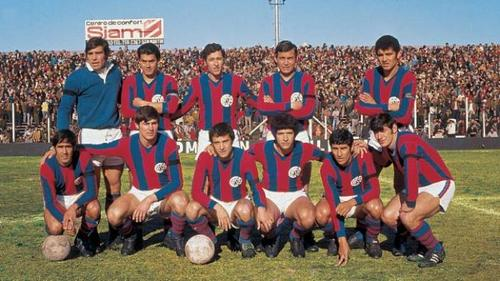
A equipe do San Lorenzo que ganhou o campeonato argentino de 1968 e era conhecida como Los Matadores. Fischer é o segundo agachado, da direita para a esquerda

Rodolfo José Fischer, mais conhecido como Fischer e El Lobo (2 de abril de 1944 – 16 de outubro de 2020), foi um futebolista argentino que atuava como atacante.

## Carreira
Revelado pelo San Lorenzo, alto e excelente cabeceador, marcou história no clube, se sagrando bicampeão argentino e ainda artilheiro por duas vezes. Contratado pelo Botafogo em 1972, permaneceu até 1975, onde se destacou. Fez dupla de ataque com o furacão da Copa Jairzinho, marcando muitos gols. Porém, é muito lembrado no time carioca justamente por um gol que não fez: Na final do Campeonato Brasileiro de 1972, contra o Palmeiras, o jogo se encaminhava para o fim, quando o atacante argentino ficou cara a cara com Emerson Leão, goleiro da equipe paulista, e acabou mandando a bola na trave. A partida terminou em 0-0, resultado que deu o título ao time de São Paulo. Reza a lenda que, após a partida, Fischer foi visto no vestiário esfaqueando a bola do jogo aos gritos de "desgraçada".[carece de fontes?] No ano seguinte chegou às semifinais da Copa Libertadores da América com o time carioca, após eliminar o próprio Palmeiras.
Em 1976, acabou indo para o Vitória, onde ficou apenas uma temporada, o bastante para se destacar na Bahia, marcando 31 gols em 41 jogos.
Em 1977, retornou para o San Lorenzo, onde tornou-se um dos maiores goleadores da história do clube, com um total de 143 gols marcados. Em 1979, vai para o Once Caldas, da Colômbia. Nesse mesmo ano retorna para a Argentina e joga pelo Sarmiento e pelo Sportivo Belgrano, onde encerra a carreira, em 1981.

### Seleção Argentina
Pela Seleção Argentina, disputou 35 partidas entre 1967 e 1972 e marcou doze gols.

## Morte
Morreu em 16 de outubro de 2020, aos 76 anos.

## Títulos
San Lorenzo
- Campeonato Argentino: 1968 (Metropoltano)
- Campeonato Argentino: 1972 (Metropoltano e Nacional)

Botafogo
- Torneio Independência do Brasil: 1974
- Taça Augusto Pereira da Mota: 1975

Vitória
- Torneio José Américo de Almeida Filho Copa do Nordeste: 1976

## Campanhas de destaque
San Lorenzo
- Campeonato Argentino: 2º lugar - 1971 (Nacional)

Botafogo
- Campeonato Brasileiro: 2º lugar - 1972
- Campeonato Carioca: 2º lugar - 1975
- Copa Libertadores da América: Semifinalista - 1973

## Artilharia
San Lorenzo
- Campeonato Argentino: 1968 - 13 gols (Metropolitano)
- Campeonato Argentino: 1969 - 14 gols (Nacional)

 Botafogo
- Maior artilheiro estrangeiro do Botafogo: (68 gols)[3]